# (77856) Noblitt
(77856) Noblitt (2001 RN63) – planetoida z pasa głównego asteroid okrążająca Słońce w ciągu 4,3 lat w średniej odległości 2,64 j.a. Odkryta 11 września 2001 roku.